# Conrad Weber
Conrad Weber var en bildhuggare, verksam i mitten av 1600-talet.
Weber var verksam i Stockholm och omnämns som gesäll 1645 och anställd som medhjälpare hos bildhuggaren Christian Julius Döteber 1647. Samma år anger skråprotokollet att han är bortgången utan ämbetets vetskap och vilja. I själva verket anställdes han 1647 som bildhuggare av drottning Maria Eleonora där han enligt räkenskaperna bland annat fick betalt för en skulptur snidad i elfenben som beskrev Menniskioernes Lefwerne. Han är troligen den skulptör som i senare slottshandlingar beskrivs som Bildhuggaren från Danmark.   